# جانيت ميرفي
جانيت ميرفي هي لاعبة كرلنغ كندية، ولدت في 8 سبتمبر 1983.